# Katherine R. Whitmore
Katherine R. Whitmore (* 1897 in Kansas; † 1982) war eine US-amerikanische Romanistin und Hispanistin.

## Leben und Werk
Katherine Prue Reding studierte Spanisch an der University of Kansas und promovierte an der University of California at Berkeley. Sie lehrte in Richmond (Virginia) und ab 1930 am Smith College in Northampton (Massachusetts). Dort heiratete sie ihren Kollegen Brewer Whitmore.
Berühmt wurde ihre Beziehung zu Pedro Salinas, den sie im Sommer 1932 in Madrid kennenlernte, im Studienjahr 1934–1935 dort wiedersah, dessen Gedichtbände La voz a ti debida (1934), Razón de amor (1936) und Largo lamento (1939) sich auf sie beziehen und dessen an sie gerichtete Liebesbriefe 2002 veröffentlicht wurden.

## Werke
- The generation of 1898 in Spain as seen through its fictional hero, Northampton, Mass. 1936
- The handbook for intermediate Spanish, New York 1942; 2. Auflage u. d. T. The new Handbook for intermediate Spanish, New York 1955